# 4323 Hortulus
4323 Hortulus è un asteroide della fascia principale. Scoperto nel 1981, presenta un'orbita caratterizzata da un semiasse maggiore pari a 2,2456413 UA e da un'eccentricità di 0,2035821, inclinata di 4,41729° rispetto all'eclittica.